# Paula Creamer
Paula Creamer, née le 5 août 1986 à Mountain View en Californie, est une golfeuse américaine.
Surnommée la « panthère rose » pour ses choix de tenues, elle obtient sa carte sur le circuit LPGA pour l'année 2005. Passée professionnelle, elle remporte dès cette année son premier tournoi sur ce circuit à 18 ans, 9 mois et 17 jours, ce qui fait d'elle la seconde plus jeune joueuse de l'histoire à remporter un titre, derrière Marlene Bauer-Hagge qui avait obtenu sa première victoire en 1952.
Puis en juillet, elle remporte l'un des tournois les plus réputés, l'Evian Masters ce qui lui permet de devenir la plus jeune joueuse à atteindre la somme de 1 million de dollars de gain en carrière. Elle obtient également une place dans l'équipe américaine de Solheim Cup, devenant encore la plus jeune joueuse de l'histoire de cette compétition.
Elle occupe depuis le plus haut niveau du golf mondial, avec des joueuses comme Annika Sörenstam ou Michelle Wie.
En juillet 2010, elle remporte son premier titre du grand chelem en remportant l'Open américain. Après avoir partagé la tête à l'issue du second tour, elle se retrouve seule en tête au départ du quatrième tour et l'emporte avec un score de 281 soit 3 coups sous le par total. Elle devance de quatre coups la Coréenne Na Yeon Choi et la Norvégienne Suzann Pettersen.

## Palmarès

### Solheim Cup
| Édition                                                   | Résultat                                            | Résultat personnel            |
| Solheim Cup 2005                                          | Victoire des États-Unis sur le score de 15 ½ à 12 ½ | 3 victoires, 1 nul, 1 défaite |
| Solheim Cup 2007                                          | Victoire de l'Europe sur le score de 16 à 12        | 2 victoires, 3 nuls           |
| Solheim Cup 2009                                          | Victoire de l'Europe sur le score de 16 à 12        | 3 victoires, 1 défaite        |
| Bilan                                                     |                                                     |                               |
| 8 victoires , 2 défaites , 4 parties partagées            |                                                     |                               |
| Simple : 3 victoires                                      |                                                     |                               |
| Foursome : 3 victoires , 1 défaites, 2 nuls               |                                                     |                               |
| 4 balles meilleure balle : 2 victoires, 1 défaite, 2 nuls |                                                     |                               |

### Majeurs
Victoire en grand chelem
| Année | Tournoi        | Score                | Écart   | Seconde(s)                    |
| ----- | -------------- | -------------------- | ------- | ----------------------------- |
| 2010  | Open américain | −3 (72-70-70-69=281) | 4 coups | Na Yeon Choi Suzann Pettersen |

Parcours en grand chelem
| Tournoi                    | 2003 | 2004    | 2005 | 2006 | 2007 | 2008 | 2009 | 2010 | 2011 | 2012 |
| -------------------------- | ---- | ------- | ---- | ---- | ---- | ---- | ---- | ---- | ---- | ---- |
| Kraft Nabisco Championship | DNP  | T45     | T19  | T24  | T15  | T21  | T17  | DNP  | T19  | T20  |
| LPGA Championship          | DNP  | DNP     | T3   | T49  | T6   | T10  | T16  | T42  | T3   | T9   |
| Open américain             | CUT  | T13 TLA | T19  | T16  | T16  | T6   | T6   | 1    | T15  | T7   |
| Open britannique           | DNP  | DNP     | T15  | T22  | T7   | T9   | T3   | T21  | T43  | T3   |

| Tournoi                  | 2013 | 2014 | 2015 | 2016 | 2017 | 2018 | 2019 |
| ------------------------ | ---- | ---- | ---- | ---- | ---- | ---- | ---- |
| ANA Inspiration          | T13  | T34  | T35  | T36  | T47  |      |      |
| LPGA Championship        | T58  | CUT  | T34  | CUT  | T72  |      |      |
| Open américain           | T4   | T15  | T42  | T59  | CUT  |      |      |
| Open britannique         | T11  | T21  | CUT  | CUT  | T16  |      |      |
| The Evian Championship ^ | T19  | 7    | CUT  | T55  | Abd. |      | T55  |

DNP = N'a pas participé

CUT = A raté le Cut

"T" = Égalité
"Abd" = Abandon

Le fond vert montre les victoires et le fond jaune un top 10.

### LPGA
| Année | Tournoi                                      |
| 2005  | Sybase Classic Presented by Lincoln Mercury, |
| 2005  | Evian Masters                                |
| 2007  | SBS Open at Turtle Bay                       |
| 2007  | The Mitchell Company Tournament of Champions |
| 2008  | Fields Open in Hawaii                        |
| 2008  | SemGroup Championship                        |
| 2008  | Jamie Farr Owens Corning Classic             |
| 2008  | Samsung World Championship                   |
| 2010  | US Open féminin de golf                      |

### Autres victoires
- 2005 : NEC Open, Masters GC Ladies Classic (tous deux sur le Circuit japonais)
- 19 titres nationaux
- 2002 : Victoire dans la Solheim Cup juniore